# Leptotarsus luteicosta
Leptotarsus luteicosta är en tvåvingeart som först beskrevs av Alexander 1924.  Leptotarsus luteicosta ingår i släktet Leptotarsus och familjen storharkrankar. Inga underarter finns listade i Catalogue of Life.